# 高木たかし
高木たかし（たかぎ たかし、本名：高橋 謙一、1949年1月22日 - ）は、日本の歌手である。

## 経歴
大阪府堺市出身。
芝居の子役として活動後、ロカビリー歌手として人気を博した清野太郎のバンドを経て1962年12月に「この街を出てゆこう」で歌手デビュー。　わずか「13歳」でのデビューだったことになり、当時としてもとても若い歌手だった。

西沢爽・狛林正一の作る楽曲を見事に歌い、大物ぶりを発揮。　雑誌「平凡」の募集歌「夜空を見てると」や、「君の星 僕の星」「ちぎれ雲」がスマッシュ・ヒットに。

1963年12月、日本クラウンへ移籍し「故郷のお母さん」を発売。

1966年1月、他歌手と競作になる「東京・ア・ゴーゴー」(田辺昭知とザ・スパイダース)を発売。

1967年1月、「初恋かなし」を最後に一旦レコードリリースがストップする。

その後1970年に高峰光司名義でレコードを1枚リリース。
1974年10月に長男の誕生。
1978年7月に次男が誕生している。

2011年11月10日高木たかし含む複数歌手の6枚組CD-BOX「青春スター(昭和メモリーズ)」が発売。　未発表音源含む初CD化音源多数収録。

2014年8月13日日本クラウン在籍時に発売した音源がMEG-CDにて発売。
2017年7月26日クリンク・レコードより「東京・ア・ゴー・ゴー」のレコード盤が『CROWN RECORDS Groovy 60’s Singles Collectors’ Box』のセットの中の1枚として復刻。

ほか、コロムビアレコード在籍時代の未発売楽曲として、「思い出つり橋」がある。

## ディスコグラフィ

### シングル
- 1970年のシングル『愛に命を』は高峰光司名義でリリース。

| #  | 発売日      | 曲順 | タイトル               | 作詞         | 作曲       | 編曲         | レーベル        | 規格品番 |
| -- | ----------- | ---- | ---------------------- | ------------ | ---------- | ------------ | --------------- | -------- |
| 1  | 1962年 12月 | A面  | この街を出てゆこう     | 西沢爽       | 狛林正一   | 狛林正一     | 日本 コロムビア | SA-1032  |
| 1  | 1962年 12月 | B面  | 哀愁のブルース         | 西沢爽       | 狛林正一   | 狛林正一     | 日本 コロムビア | SA-1032  |
| 2  | 1963年 3月  | B面  | 夜空を見てると         | 岩尾みつよし | 狛林正一   | 狛林正一     | 日本 コロムビア | SA-1065  |
| 3  | 1963年 3月  | A面  | 君の星 僕の星          | 三浦康照     | 市川昭介   | 佐伯亮       | 日本 コロムビア | SA-1090  |
| 3  | 1963年 3月  | B面  | 旅愁はてなく           | 西沢爽       | 市川昭介   | 市川昭介     | 日本 コロムビア | SA-1090  |
| 4  | 1963年 5月  | A面  | 涙の草笛               | 西沢爽       | 狛林正一   | 狛林正一     | 日本 コロムビア | SAS-11   |
| 4  | 1963年 5月  | B面  | 失恋した娘に逢いたいな | 西沢爽       | 狛林正一   | 狛林正一     | 日本 コロムビア | SAS-11   |
| 5  | 1963年 7月  | A面  | ちぎれ雲               | 水島哲       | 狛林正一   | 今泉俊昭     | 日本 コロムビア | SAS-49   |
| 5  | 1963年 7月  | B面  | 若い道                 | 水島哲       | 狛林正一   | 今泉俊昭     | 日本 コロムビア | SAS-49   |
| 6  | 1963年 8月  | A面  | 湖畔に咲いた白い花     | 三浦康照     | 狛林正一   | 狛林正一     | 日本 コロムビア | SAS-70   |
| 7  | 1963年 10月 | A面  | スキスキスキと50回     | 西沢爽       | 狛林正一   | 松尾健司     | 日本 コロムビア | SAS-115  |
| 7  | 1963年 10月 | B面  | ちっちゃなケンカ       | 西沢爽       | 狛林正一   | 松尾健司     | 日本 コロムビア | SAS-115  |
| 8  | 1963年 12月 | A面  | 十代の青春             | 三浦康照     | 市川昭介   | 佐伯亮       | 日本 コロムビア | SAS-160  |
| 8  | 1963年 12月 | B面  | 雨の中の二人           | 三浦康照     | 市川昭介   | 佐伯亮       | 日本 コロムビア | SAS-160  |
| 9  | 1963年 12月 | A面  | 故郷のお母さん         | 水島哲       | 赤倉正人   | 赤倉正人     | 日本 クラウン   | CW-5     |
| 9  | 1963年 12月 | B面  | 星の中の湖             | 水島哲       | 赤倉正人   | 赤倉正人     | 日本 クラウン   | CW-5     |
| 10 | 1964年 3月  | A面  | 母さんの夢             | 水島哲       | 赤倉正人   | 赤倉正人     | 日本 クラウン   | CW-30    |
| 10 | 1964年 3月  | B面  | 夢をさがしに旅に出た   | 水島哲       | 赤倉正人   | 赤倉正人     | 日本 クラウン   | CW-30    |
| 11 | 1964年 6月  | A面  | 母にも云えず           | 有近朱実     | 三木あきら | たけだのりを | 日本 クラウン   | CW-84    |
| 11 | 1964年 6月  | B面  | なみだ星               | 星光         | 三木あきら | たけだのりを | 日本 クラウン   | CW-84    |
| 12 | 1964年 9月  | A面  | きれいな人の白い指     | 若山かほる   | 三木あきら | 永作幸男     | 日本 クラウン   | CW-142   |
| 12 | 1964年 9月  | B面  | 横目と横目             | 若山かほる   | 三木あきら | 永作幸男     | 日本 クラウン   | CW-142   |
| 13 | 1965年 1月  | A面  | 君の町                 | 星野哲郎     | 前田利克   | 小杉仁三     | 日本 クラウン   | CW-195   |
| 14 | 1965年 3月  | A面  | 青春前期               | 星野哲郎     | 北原じゅん | 小杉仁三     | 日本 クラウン   | CW-229   |
| 14 | 1965年 3月  | B面  | 泣かないよ             | 星野哲郎     | 北原じゅん | 小杉仁三     | 日本 クラウン   | CW-229   |
| 15 | 1965年 6月  | A面  | 東京ッぺ               | 星野哲郎     | 前田利克   | 小杉仁三     | 日本 クラウン   | CW-274   |
| 15 | 1965年 6月  | B面  | 月曜の湖               | 星野哲郎     | 前田利克   | 小杉仁三     | 日本 クラウン   | CW-274   |
| 16 | 1965年 10月 | A面  | 俺の涙とあの娘の涙     | 南沢純三     | 山崎正清   | 山崎正清     | 日本 クラウン   | CW-355   |
| 16 | 1965年 10月 | B面  | 恋のエレキ             | 萩敏郎       | 萩敏郎     | 萩敏郎       | 日本 クラウン   | CW-355   |
| 17 | 1965年 12月 | A面  | 東京・ア・ゴーゴー     | 水島哲       | 米山正夫   | 田辺昭知     | 日本 クラウン   | CW-404   |
| 17 | 1965年 12月 | B面  | 悪かったのは君なんだ   | 水島哲       | 米山正夫   | 田辺昭知     | 日本 クラウン   | CW-404   |
| 18 | 1966年 6月  | A面  | 涙のドラム             | 水島哲       | 米山正夫   | 重松岩雄     | 日本 クラウン   | CW-504   |
| 18 | 1966年 6月  | B面  | 君だけ好きさ           | 水島哲       | 米山正夫   | 重松岩雄     | 日本 クラウン   | CW-504   |
| 19 | 1967年 1月  | A面  | 初恋かなし             | 水島哲       | 川上始     | 川上始       | 日本 クラウン   | CW-597   |
| 19 | 1967年 1月  | B面  | 銀座しぐれ             | 水島哲       | 川上始     | 川上始       | 日本 クラウン   | CW-597   |
| 20 | 1970年      | A面  | 愛に命を               | 藤本卓也     | 藤本卓也   | 野口武義     | GREEN CITY      | W-1001   |
| 20 | 1970年      | B面  | 幸福                   | 藤本卓也     | 藤本卓也   | 藤本卓也     | GREEN CITY      | W-1001   |
| 21 | 1972年      | A面  | 鎌倉で逢って別れて     | 崎南海子     | 植原路雄   | 植原路雄     | ユニオン        | US-745   |
| 21 | 1972年      | B面  | 愛は今にげた           | 崎南海子     | 植原路雄   | 植原路雄     | ユニオン        | US-745   |

#### 企画シングル
| 発売日     | 名義                         | 曲順 | タイトル   | 作詞     | 作曲       | 編曲     | レーベル        | 規格品番 |
| ---------- | ---------------------------- | ---- | ---------- | -------- | ---------- | -------- | --------------- | -------- |
| 1963年 2月 | 北原謙二 飯田久彦 高木たかし | A面  | 若さでドン | 関沢新一 | 浜口庫之助 | 小杉仁三 | 日本 コロムビア | SA-1081  |

### アルバム
| 発売日         | タイトル                               | 規格   | 規格品番      |
| -------------- | -------------------------------------- | ------ | ------------- |
| 1963年5月      | この街を出てゆこう－高木たかし傑作集－ | LP     | AL-433        |
| 2011年11月10日 | 青春スター＜昭和メモリーズ＞           | CD-BOX | GES-32151〜56 |

### タイアップ曲
| 年     | 楽曲     | タイアップ                      |
| ------ | -------- | ------------------------------- |
| 1965年 | 青春前期 | 映画『青春前期 青い果実』主題歌 |

## 映画出演
- 青春前期 青い果実（1965年5月16日公開、日活） - 高木俊 役